# يوري كوشناريف
يوري كوشناريوف أو يوري كوشناريف ولد في 6 يونيو 1985، هو لاعب اتحاد الرجبي الدولي الروسي.
تدرب يوري كوشناريف في فريق موسكو أوبلاست ، والذي ظهر معه لأول مرة في النخبة المحلية في عام 2003.
ظهر لأول مرة مع المنتخب الوطني في عام 2005 ضد جمهورية التشيك في ال بطولة اتحاد الرجبي الأوروبية 2004–06، وسجل 10 نقاط بما في ذلك المحاولة. تم اختياره بانتظام منذ ذلك الحين، وتأهل لكأس العالم 2011. وبهذه المناسبة، سجل النقاط الأولى لبلاده خلال مباراة في كأس العالم ضد الولايات المتحدة، لكنه فشل في التأهل إلى الدور ربع النهائي.

## المذكرات و المراجع
1. 1 2  . الاتحاد الدولي للرجبي. {{استشهاد ويب}}: الوسيط |title= غير موجود أو فارغ (من ويكي بيانات) (مساعدة) والوسيط |مسار= غير موجود أو فارع (مساعدة)
2. ↑  . النادي الأوروبي لمحترفي الرجبي. {{استشهاد ويب}}: الوسيط |title= غير موجود أو فارغ (من ويكي بيانات) (مساعدة) والوسيط |مسار= غير موجود أو فارع (مساعدة)